# عبد الله بن رداس
عبد الله محمد بن رداس الحربي أديب سعودي، ولد في رياض الخبراء في القصيم عام 1342هـ. يعد أبرز من دوّن شعر المرأة الشعبي في السعودية بإصدار كتاب (شاعرات من البادية). توفي عام 1437هـ (2016م). 

## العمل
عمل في شبابه في وزارة العمل والشؤون الاجتماعية -وزارة الموارد البشرية والتنمية الاجتماعية حاليا- كلفة فيصل بن عبد العزيز آل سعود في السبعينات بالقيام بجولة على البادية السعودية ضمن فريق عمل بهدف توطين البادية والبحث لها عن مقومات الحياة وتوفير الموارد. واستغرقت الرحلة عامين. وعلى هامشها جمع كتاب شاعرات من البادية في أجزائه المتعددة. مايؤكد شغفه بالثقافة وحبه لموروث العرب الشعبي وبعد تقاعده عين رئيساً لمركز عرجاء في منطقة المدينة المنورة.

## مؤلفات
- (شاعرات من البادية). صدر في جزأين،[6] وكتب مقدمته الشيخ حمد الجاسر.[7]
- (شعراء من البادية).[6]